# Pranchita
Pranchita es un municipio brasileño del estado de Paraná. Está situado en el extremo sudoeste del estado, frontera con la Argentina.

## Clima
Debido a la altitud de 557 metros, el clima es subtropical húmedo mesotérmico, con veranos calientes con tendencia de concentración de las lluvias (temperatura media superior a 22 °C) e inviernos con heladas poco frecuentes (temperatura media inferior a 18 °C), sin estación de sequía definida.

## Localización
La distancia en relación con la capital del estado (Curitiba) es de 592 km; al Puerto de Paranaguá, 683 km; y al aeropuerto más próximo, 94 km (Francisco Beltrão).

## Demografía
En 2000, contaba con 6.258 habitantes, 3.160 en el área urbana y 3.098 en la zona rural. La población tiene una tasa de crecimiento anual del 1,38%.